# 邵奎
邵奎（1431年—？），字文明，遼東金州衛人，明朝政治人物。進士出身。

## 生平
山東鄉試第五十六名。天順八年（1464年）甲申科會試第五十四名，殿試登進士第三甲第一百五十一名。歷官赞皇县、容城县知县。

## 家族
曾祖邵均義。祖父邵大舉。父亲邵英。